# Suddivisioni della Francia
Il territorio della Francia è diviso in regioni, dipartimenti e comuni, e a fini statistici anche in arrondissement e cantoni. Queste suddivisioni possono essere amministrative, elettorali e/o politiche.

## Schema d'insieme

Piramide amministrativa francese (il numero di regioni arrondissement, cantoni e comuni è aggiornato al 2016).

Le divisioni territoriali della Francia possono svolgere diversi ruoli:
- circoscrizioni amministrative: luoghi di intervento dello Stato, attraverso i suoi servizi decentrati, o di una collettività;
- collettività territoriali: territori dotati di personalità giuridica con una propria amministrazione (regioni, dipartimenti e comuni ) ;
- circoscrizioni elettorali: territori nei quali si tiene suo scrutinio.

| Suddivisione                                          | Amministrazione decentrata dello Stato | Rappresentante dello Stato                                               | Collettività territoriali                              | Circoscrizione elettorale                                    |
| ----------------------------------------------------- | --- | ------------------------------------------------------------------------ | ------------------------------------------------------ | ------------------------------------------------------------ |
| Circoscrizione interregionale                         | No | No                                                                       | No                                                     | Elezioni europee                                             |
| Livello interregionale                                | Équipement Aviation civile Routes Douanes Mer Services pénitentiaires Protection judiciaire de la jeunesse | Prefetto di regione                                                      | No                                                     | No                                                           |
| Région (Regione / NUTS-2)                             | Alimentation, Agriculture et Forêt Affaires culturelles Consommation et travail Environnement, aménagement et logement Finances publiques Éducation Jeunesse, sport et Cohésion sociale Recherche et technologie Santé Gendarmerie | Prefetto di regione Recteur d'académie                                   | Région (conseil régional)                              | Elezioni regionali                                           |
| Région (Regione / NUTS-2)                             | Alimentation, Agriculture et Forêt Affaires culturelles Consommation et travail Environnement, aménagement et logement Finances publiques Éducation Jeunesse, sport et Cohésion sociale Recherche et technologie Santé Gendarmerie | Prefetto di regione Recteur d'académie                                   | Corse                                                  | Elezioni territoriali                                        |
| Département (Dipartimento / NUTS-3)                   | Finances publiques Armée Éducation Sécurité publique Navigation Cohésion sociale et protection des populations Territoires et mer                                                                                                  | Prefetto di dipartimento Prefetto di polizia (Parigi e Bouches-du-Rhône) | Département (conseil départemental) (conseil de Paris) | Elezioni senatoriali                                         |
| Département (Dipartimento / NUTS-3)                   | Finances publiques Armée Éducation Sécurité publique Navigation Cohésion sociale et protection des populations Territoires et mer                                                                                                  | Prefetto di dipartimento Prefetto di polizia (Parigi e Bouches-du-Rhône) | Métropole de Lyon (conseil de la métropole)            | Élections métropolitaines                                    |
| Arrondissement                                        | Sous-préfecture | Sous-préfet                                                              | No                                                     | No                                                           |
| Canton (Cantone / LAU-1)                              | No | No                                                                       | No                                                     | Elezioni dipartimentali (precedentemente chiamate cantonali) |
| Commune (Comune / LAU-2)                              | No | Maire                                                                    | Commune (conseil municipal)                            | Elezioni municipali                                          |
| Arrondissement municipale (Parigi, Marsiglia e Lione) | No | Maire d'arrondissement                                                   | No                                                     | Elezioni municipali                                          |

| Suddivisione                                                           | Amministrazione decentrata dello Stato | Rappresentante dello Stato | Collettività territoriali | Circoscrizione elettorale                                    |
| ---------------------------------------------------------------------- | --- | --- | --- | ------------------------------------------------------------ |
| Circoscrizione interregionale                                          | No | No | No | Elezioni europee                                             |
| Département et région d'outre-mer (Dipartimento e regione d'oltremare) | Équipement Aviation civile Routes Douanes Mer Services pénitentiaires Protection judiciaire de la jeunesse Alimentation, Agriculture et Forêt Affaires culturelles Consommation et travail Environnement, aménagement et logement Finances publiques Éducation Jeunesse, sport et Cohésion sociale Recherche et technologie Santé Gendarmerie Armée Sécurité publique Navigation Territoires et mer | Prefetto di regione Recteur d'académie o Vice-recteur                                                                                                  | Région (conseil régional) e département (conseil départemental) (Guadalupa e Riunione) o Département (conseil général) (Mayotte) o Collectivité territoriale unique (Guyana francese e Martinica a partire dal 2015) | Elezioni regionali Elezioni senatoriali                      |
| Collectivité d'outre-mer (Collettività d'oltremare)                    | Équipement Aviation civile Routes Douanes Mer Services pénitentiaires Protection judiciaire de la jeunesse Alimentation, Agriculture et Forêt Affaires culturelles Consommation et travail Environnement, aménagement et logement Finances publiques Éducation Jeunesse, sport et Cohésion sociale Recherche et technologie Santé Gendarmerie Armée Sécurité publique Navigation Territoires et mer | Haut-commissaire (Polinesia francese e Wallis e Futuna) o Préfet de région (Saint-Pierre e Miquelon) o Préfet délégué (Saint-Barthélémy, Saint-Martin) | Collectivité d'outre-mer | Elezioni territoriali Elezioni senatoriali                   |
| Nuova Caledonia                                                        | Équipement Aviation civile Routes Douanes Mer Services pénitentiaires Protection judiciaire de la jeunesse Alimentation, Agriculture et Forêt Affaires culturelles Consommation et travail Environnement, aménagement et logement Finances publiques Éducation Jeunesse, sport et Cohésion sociale Recherche et technologie Santé Gendarmerie Armée Sécurité publique Navigation Territoires et mer | Haut-commissaire | Nuova Caledonia | Elezioni senatoriali                                         |
| Province (Nuova Caledonia)                                             | No | No | Province | Elezioni provinciali                                         |
| Arrondissement (Départements d'outre-mer)                              | Sous-préfecture | Sous-préfet | No | No                                                           |
| Circoscrizioni legislative                                             | No | No | No | Elezioni legislative                                         |
| Canton (Cantone) (nei Départements d'outre-mer)                        | No | No | No | Elezioni dipartimentali (precedentemente chiamate cantonali) |
| Commune (Comune) (esclusa Wallis e Futuna)                             | No | Maire | Commune (conseil municipal) | Elezioni municipali                                          |

### Sintesi
| 1º livello | 2º livello                                                                                                  | 3º livello | 4º livello | 5º livello                                                                                      |
| --- | --- | --- | --- | ----------------------------------------------------------------------------------------------- |
| 18 régions: - 12 régions sul continente europeo - 1 collectivité territoriale sui generis (Corsica) - 5 régions d'outre-mer (Guyana francese, Guadalupa, Martinica, Mayotte, Riunione) | 101 départements e 1 collectivité à statut particulier : - 96 Métropole - 5 oltremare - 1 Métropole de Lyon | 335 arrondissement : - 323 in Francia metropolitana - 12 nei dipartimenti e regioni d'oltremare (esclusa Mayotte) | 2 054 cantons : - 1 995 in Francia metropolitana - 59 nei dipartimenti e regioni d'oltremare (escluse Guyana francese e Martinica) | 36 658 communes: - 36 529 in Francia metropolitana - 129 nei dipartimenti e regioni d'oltremare |
| 5 collectivités d'outre-mer : - Polinesia francese - Saint-Barthélemy - Saint Martin - Saint-Pierre e Miquelon - Wallis e Futuna                                                       | - 5 subdivisions - 2 paroisses - 2 communes - 3 royaumes                                                    | - 48 communes - 40 quartiers - 3 districts                                                                        | |                                                                                                 |
| 1 collectivité sui generis : - Nuova Caledonia | 3 provinces                                                                                                 | 33 communes | |                                                                                                 |
| 1 territoire d'outre-mer : - TAAF | 5 districts                                                                                                 | | |                                                                                                 |
| 1 propriété privée de l'État sous l'autorité directe du gouvernement : - île de Clipperton                                                                                             | | | |                                                                                                 |

## Descrizione

### Francia metropolitana
Alla data del 1º gennaio 2004, il territorio della Francia metropolitana è diviso come segue:
- 22 regioni (la Corsica è una collettività territoriale, sebbene nel linguaggio comune venga definita come una regione)
- le regioni sono divise in 96 dipartimenti
- i dipartimenti sono divisi in 329 arrondissement
- gli arrondissement sono strutturati su 3 879 cantoni
- i cantoni sono divisi in 36 568 comuni
- 3 "grandi comuni" (Parigi, Lione e Marsiglia) sono ulteriormente divisi in 45 arrondissement municipali

Inoltre, dal 1º gennaio 2005 esistono 2 510 unioni intercomunali, che raggruppano 32 223 comuni, divise come segue:
- 14 Comunità urbane
- 156 Comunità di Agglomerazione
- 2 334 Comunità di Comuni
- 6 Nuove agglomerazioni (categoria in via di eliminazione).

Si tenga presente, tuttavia, che solo le Regioni, i Dipartimenti e i Comuni sono Enti locali con una personalità giuridica e proprie scadenze elettorali, mentre gli altri livelli sono pure articolazioni interne dell'amministrazione centrale statale. Nel sistema giudiziario, le articolazioni sono:
- i 297 tribunali d'istanza, che sono competenti per gli affari minori. Nel 1958, i giudici di pace, creati dalla Revoluzione, sono stati sostituiti da questo livello di giurisdizione, erede anche di una parte delle competenze degli antichi tribunali di prima istanza. I tribunali d'istanza sono competenti in materia civile e penale. Presso i tribunali d'istanza siedono tribunali di polizia, competenti per gli affari penali minori. Fino al 31 dicembre 2009, c'erano 473 tribunali d'istanza;
- i 181 tribunali di grande istanza, che hanno ereditato nel 1958 una grande parte delle competenze dei tribunali di prima istanza. È prevista la soppressione di 33 tribunali di grande istanza entro il 31 dicembre 2010;
- le corti di assise (una per dipartimento), composte di cittadini tirati a sorte e competenti per gli affari criminali;
- i 141 tribunali di commercio, giurisdizioni specializzate composte di giudici eletti. Prima del 31 dicembre 2008, c'erano 191 tribunali di commercio;
- i 208 conseils de prud'hommes (giudici conciliatori), composti anche loro di giudici eletti, e specializzati nei litigi del lavoro. Prima del 31 dicembre 2008, c'erano 271 conseils de prud'hommes;
- le 35 corti di appello, il cui numero non è stato diminuito dalla riforma delle circoscrizioni giudiziarie;
- la corte di Cassazione, giurisdizione suprema dell'ordine giudiziario.

### Francia d'oltremare
La Repubblica Francese è inoltre costituita da altri territori e dipartimenti detti "d'oltremare":
- 5 Regioni d'oltremare (régions d'outre-mer, o ROM): Guadalupa, Guyana francese, Martinica, Riunione e Mayotte, che hanno lo stesso "status" delle regioni metropolitane; inoltre, ognuna di queste regioni è anche un dipartimento d'Oltremare (départements d'outre-mer, o DOM), con status analogo ai dipartimenti "metropolitani". Questa doppia struttura (regione/dipartimento) è recente, ed è dovuta all'estensione dello schema "regionale" ai dipartimenti d'Oltremare, e potrebbe portare in futuro all'unione delle assemblee regionali e dipartimentali, ad eccezione, probabilmente di Riunione, dove è stata proposta la creazione di un nuovo dipartimento nella parte meridionale dell'isola.

- 4 di questi "DOM" sono divisi in 12 arrondissement, analoghi a quelli del territorio metropolitano (Mayotte non presenta tale divisione)
- questi 12 arrondissement e Mayotte sono divisi in 172 cantoni
- questi 172 cantoni formano 129 comuni (in questo caso vi sono più cantoni che comuni, a differenza di quanto avviene nel territorio metropolitano, dato che molti comuni sono ulteriormente divisi in cantoni)
- Inoltre, dal 1º gennaio 2007 esistono 15 unioni intercomunali, che raggruppano 87 comuni, in cui vivono 1,36 milioni di persone, divise come segue:

- 9 Comunità di comuni
- 6 Comunità di Agglomerazione

- 5 collettività d'Oltremare (collectivités d'outre-mer, o COM): Polinesia francese, Saint-Barthélemy, Saint-Martin, Saint-Pierre e Miquelon e Wallis e Futuna.

- la Polinesia francese (definita Paese d'Oltremare) è divisa in 5 suddivisioni amministrative a loro volta divise in 48 comuni
- Saint-Barthélemy è una nuova collettività d'oltremare creata il 21 febbraio 2007. Era precedentemente un comune della regione di Guadalupa. La struttura comunale è stata abolita. Non vi sono arrondissement o cantoni.
- Saint-Martin è una nuova collettività d'oltremare creata il 21 febbraio 2007. Era precedentemente un comune della regione di Guadalupa. La struttura comunale è stata abolita. Non vi sono arrondissement o cantoni.
- Saint-Pierre e Miquelon (definita collettività territoriale) è divisa in 2 comuni. Non vi sono arrondissement o cantoni.
- Wallis e Futuna è divisa in 3 distretti che corrispondono ai tre "regni" tradizionali, con i loro re ancora virtualmente in carica, gli unici regnanti riconosciuti nella Repubblica Francese. Questi 3 distretti sono: Uvea, Sigave, e Tu`a (Alo). Uvea è il più popoloso, ulteriormente diviso in 3 distretti: Hahake, Mu'a, e Hihifo. Non vi sono arrondissement, cantoni o comuni.

- 1 regione con "statuto specifico", ovvero la Nuova Caledonia, divisa in 3 province a loro volta divise in 33 comuni
- 1 Territorio d'Oltremare, ovvero le Terre australi e antartiche francesi, anche note come Territori francesi meridionali.

- questo territorio è diviso in 5 distretti: 1- isole Kerguelen, 2- isole Crozet, 3- isole Saint Paul e Amsterdam, 4- Terra Adelia nell'Antartide (sebbene lo status di quest'ultima rimanga "sospeso" dopo la firma del Trattato antartico del 1959) e 5- Isole sparse nell'Oceano Indiano (senza popolazione permanente e divise in 5 piccoli arcipelaghi, amministrati dal prefetto del dipartimento di Riunione: Bassas da India, Europa, Juan de Nova, Isole Gloriose, e Tromelin). Nessuno di questi distretti è abitato in maniera permanente.

- 1 isola disabitata nell'Oceano Pacifico al largo delle coste del Messico, amministrata dall'Alto Commissario francese nella Polinesia francese: l'isola Clipperton.

## Regole generali delle votazioni
Contrariamente a quanto avviene in alcuni altri stati, i cittadini di qualsiasi parte della Francia (del territorio metropolitano così come dei territori d'oltremare) votano in tutte le elezioni nazionali (elezioni presidenziali e legislative) e sono rappresentati al Senato francese. Dalle elezioni europee sono esclusi i cittadini delle collettività d'oltremare, in quanto non facenti parte integrante dello Stato essendo assimilabili a colonie.